# ダニエル・フェルナンデス (柔道)
ダニエル・フェルナンデス（Daniel Fernandes 1973年3月14日 - ）は、フランスのウール＝エ＝ロワール県出身の柔道選手。階級は73kg級。身長175cm。

## 人物
1998年のワールドカップ国別団体戦で3位となった。2000年のシドニーオリンピックには出場できなかった。2001年のヨーロッパ選手権73kg級では3位となった。翌年のワールドカップ国別団体戦では3位だった。2003年の世界選手権では決勝で韓国の李元熹に敗れるが銀メダルを獲得した。しかし、2004年のアテネオリンピックでは5位に終わりメダルを獲得できなかった。2005年のヨーロッパ選手権では3位となった。翌年のヨーロッパ選手権で2位になると、ワールドカップ国別団体戦では3度目の3位となった。

## 主な戦績
- 1995年 - ハンガリー国際　優勝
- 1998年 - ドイツ国際　優勝
- 1998年 - ワールドカップ国別団体戦　3位
- 2001年 - フランス国際　優勝
- 2001年 - オーストリア国際　優勝
- 2001年 - ヨーロッパ選手権　3位
- 2002年 - 日本国際柔道大会　2位
- 2002年 - ロシア国際　2位
- 2002年 - ワールドカップ国別団体戦　3位
- 2003年 - 世界選手権　2位
- 2004年 - アテネオリンピック　5位
- 2005年 - フランス国際　優勝
- 2005年 - イギリス国際　優勝
- 2005年 - ヨーロッパ選手権　3位
- 2006年 - ヨーロッパ選手権　2位
- 2006年 - ワールドカップ国別団体戦　3位
- 2007年 - フランス国際　3位